# Det relativa handikappbegreppet
Det relativa handikappbegreppet eller det miljörelaterade handikappbegreppet innebär att begreppet funktionshinder (tidigare benämnt handikapp), enligt detta synsätt, inte är en personlig egenskap, utan en relation mellan individens funktionsnedsättning och den omgivande miljöns och situationens krav. Det miljörelativa handikappbegreppet har sedan 1970-talet varit ledstjärnan i svensk funktionshinderpolitik.
Enligt det relativa handikappbegreppet är det inte funktionsnedsättningen i sig som verkar funktionshindrande utan det är i mötet med en oförstående omgivning eller bristande miljö som själva funktionshindret uppstår. Detta kan till exempel handla om brister i information, kommunikation och utbildning som hindrar personer med funktionsnedsättningar från att delta på lika villkor.

## Historia
Första gången begreppet publicerades officiellt var i handikapputredningens (SoU 1976:20) betänkande 1976, "Kultur åt alla":
En funktionsbegränsning däremot, föreligger i vissa situationer. Vid andra tillfällen finns inget handikapp i denna mening, även om skadan är oförändrad. Man kan således vara handikappad i en situation eller funktion, men inte i en annan. Handikapp är således för oss ett relativt begrepp 
Standardregler för att tillförsäkra personer med funktionsnedsättning delaktighet och jämlikhet antogs av FN:s generalförsamling 1993. De menar att man kan ha funktionsnedsättningar på grund av fysiska eller intellektuella skador eller sjukdomar, syn- eller hörselskador eller sjukdomar, medicinska tillstånd eller psykisk störning.
2007 gick Socialstyrelsen ut och avrådde från att använda begreppet handikapp över huvud taget. Istället ska ordet funktionshinder användas då man vill beskriva den begränsning som en funktionsnedsättning innebär för en person i relation till omgivningen.